# Bruno Paz
Bruno Lourenço Pinto de Almeida Paz (Barreiro, 23 aprile 1998) è un calciatore portoghese naturalizzato angolano, centrocampista dello Zimbru Chișinău e della nazionale angolana.

## Carriera

### Club
Cresciuto nel settore giovanile dello Sporting Lisbona, debutta in prima squadra il 13 dicembre 2018 in occasione dell'incontro della fase a gironi di Europa League vinto per 3-0 contro il Vorskla.
Nel 2021 viene ceduto in prestito al Farense, in seconda divisione, per l'intera durata della stagione. Nell'estate del 2022 viene acquistato a titolo definitivo dal Konyaspor, club della prima divisione turca.

### Nazionale
Nato in Portogallo da genitori angolani, inizialmente ha compiuto la trafila delle nazionali giovanili portoghesi, dall'Under-15 all'Under-20, disputando anche l'Europeo Under-19 nel 2017.
In seguito ha optato per giocare con la nazionale angolana, con la quale ha esordito il 23 marzo 2023 nell'incontro perso per 1-0 contro il Ghana, valido per le qualificazioni alla Coppa d'Africa 2023.

## Statistiche

### Presenze e reti nei club
Statistiche aggiornate al 23 marzo 2023.
| Stagione                  | Squadra                   | Campionato                | Campionato | Campionato | Coppe nazionali | Coppe nazionali | Coppe nazionali | Coppe continentali | Coppe continentali | Coppe continentali | Altre coppe | Altre coppe | Altre coppe | Totale | Totale |
| Stagione                  | Squadra                   | Comp                      | Pres       | Reti       | Comp            | Pres            | Reti            | Comp               | Pres               | Reti               | Comp        | Pres        | Reti        | Pres   | Reti   |
| ------------------------- | ------------------------- | ------------------------- | ---------- | ---------- | --------------- | --------------- | --------------- | ------------------ | ------------------ | ------------------ | ----------- | ----------- | ----------- | ------ | ------ |
| 2016-2017                 | Sporting Lisbona B        | LdH                       | 4          | 0          |                 | -               | -               |                    | -                  | -                  |             | -           | -           | 4      | 0      |
| 2017-2018                 | Sporting Lisbona B        | LdH                       | 27         | 0          |                 | -               | -               |                    | -                  | -                  |             | -           | -           | 27     | 0      |
| 2020-2021                 | Sporting Lisbona B        | CdP                       | 26         | 5          |                 | -               | -               |                    | -                  | -                  |             | -           | -           | 26     | 5      |
| Totale Sporting Lisbona B | Totale Sporting Lisbona B | Totale Sporting Lisbona B | 57         | 5          |                 | -               | -               |                    | -                  | -                  |             | -           | -           | 57     | 5      |
| 2018-2019                 | Sporting Lisbona          | PL                        | -          | -          | CP+CdL          | -               | -               | UEL                | 1                  | 0                  |             | -           | -           | 1      | 0      |
| 2021-2022                 | Farense                   | LdH                       | 24         | 2          | CP              | 2+0             | 0               |                    | -                  | -                  |             | -           | -           | 26     | 2      |
| 2022-2023                 | Konyaspor                 | SL                        | 20         | 1          | CT              | 2               | 0               | UECL               | 2                  | 0                  |             | -           | -           | 24     | 1      |
| Totale carriera           | Totale carriera           | Totale carriera           | 101        | 8          |                 | 4               | 0               |                    | 3                  | 0                  |             | -           | -           | 108    | 8      |

### Cronologia presenze e reti in nazionale
| Cronologia completa delle presenze e delle reti in nazionale ― Angola | Cronologia completa delle presenze e delle reti in nazionale ― Angola | Cronologia completa delle presenze e delle reti in nazionale ― Angola | Cronologia completa delle presenze e delle reti in nazionale ― Angola | Cronologia completa delle presenze e delle reti in nazionale ― Angola | Cronologia completa delle presenze e delle reti in nazionale ― Angola | Cronologia completa delle presenze e delle reti in nazionale ― Angola | Cronologia completa delle presenze e delle reti in nazionale ― Angola |
| Data                                                                  | Città                                                                 | In casa                                                               | Risultato                                                             | Ospiti                                                                | Competizione                                                          | Reti                                                                  | Note                                                                  |
| --------------------------------------------------------------------- | --------------------------------------------------------------------- | --------------------------------------------------------------------- | --------------------------------------------------------------------- | --------------------------------------------------------------------- | --------------------------------------------------------------------- | --------------------------------------------------------------------- | --------------------------------------------------------------------- |
| 23-3-2023                                                             | Kumasi                                                                | Ghana                                                                 | 1 – 0                                                                 | Angola                                                                | Qual. Coppa d'Africa 2023                                             | -                                                                     | 33’ 36’                                                               |
| 27-3-2023                                                             | Luanda                                                                | Angola                                                                | 1 – 1                                                                 | Ghana                                                                 | Qual. Coppa d'Africa 2023                                             | -                                                                     | 87’                                                                   |
| 16-11-2023                                                            | Praia                                                                 | Capo Verde                                                            | 0 – 0                                                                 | Angola                                                                | Qual. Mondiali 2026                                                   | -                                                                     | 79’                                                                   |
| 21-11-2023                                                            | Saint-Pierre                                                          | Mauritius                                                             | 0 – 0                                                                 | Angola                                                                | Qual. Mondiali 2026                                                   | -                                                                     | 61’                                                                   |
| 6-1-2024                                                              | Dubai                                                                 | RD del Congo                                                          | 0 – 0                                                                 | Angola                                                                | Amichevole                                                            | -                                                                     | 73’                                                                   |
| 10-1-2024                                                             | Dubai                                                                 | Bahrein                                                               | 0 – 3                                                                 | Angola                                                                | Amichevole                                                            | -                                                                     |                                                                       |
| 15-1-2024                                                             | Bouaké                                                                | Algeria                                                               | 1 – 1                                                                 | Angola                                                                | Coppa d'Africa 2023 - 1º turno                                        | -                                                                     | 41’                                                                   |
| 23-1-2024                                                             | Yamoussoukro                                                          | Angola                                                                | 2 – 0                                                                 | Burkina Faso                                                          | Coppa d'Africa 2023 - 1º turno                                        | -                                                                     | 64’                                                                   |
| 2-2-2024                                                              | Abidjan                                                               | Nigeria                                                               | 1 – 0                                                                 | Angola                                                                | Coppa d'Africa 2023 - Quarti di finale                                | -                                                                     | 66’                                                                   |
| Totale                                                                |                                                                       | Presenze                                                              | 9                                                                     |                                                                       | Reti                                                                  | 0                                                                     |                                                                       |